# Kaki ae
Le kaki ae (ou tate) est une langue papoue parlée en Papouasie-Nouvelle-Guinée, dans la province du Golfe.

## Classification
Ross (2005) classe le kaki ae parmi les langues eleman, suivant en cela Franklin (1995) qui montre des correspondances entre les phonèmes du kaki ae et de l'eleman. Hammarström attribue ces correspondances à une adaptation d'emprunts eleman en kaki ae, qui a un système phonologique différent, et classe le kaki ae comme un isolat linguistique.

## Sources
- (en) Malcolm Ross, 2005, Pronouns as a preliminary diagnostic for grouping Papuan languages, dans Andrew Pawley, Robert Attenborough, Robin Hide, Jack Golson (éditeurs) Papuan pasts: cultural, linguistic and biological histories of Papuan-speaking peoples, Canberra, Pacific Linguistics. pp. 15–66.